# Ernest Le Roy de Boisaumarié
Pour les articles homonymes, voir Le Roy.
Pour les autres membres des familles, voir Pierre Thomas Le Roy de Boisaumarié et Pierre Le Roy de Boiseaumarié.
Ernest Hilaire Le Roy, 2e baron de Boisaumarié, né le 3 juin 1810 à Longny-au-Perche et mort le 5 juillet 1872 au château de Fleurus, dans les Landes, est un haut fonctionnaire et homme politique de la Monarchie de Juillet et du Second Empire.

## Biographie
Ernest Le Roy de Boisaumarié étudie le droit à Paris, puis entre dans l'administration.
Successivement sous-préfet de Villefranche (Haute-Garonne), puis de Saint-Sever en 1836, de Bayonne en 1842, il devient préfet des Landes en 1847. Il donne sa démission à la Révolution française de 1848.
Le gouvernement présidentiel de Louis-Napoléon Bonaparte l'appelle, en 1849, à la préfecture de la Seine-Inférieure. Administrateur énergique, il étouffe les tentatives d'insurrection à Rouen et à Elbeuf après le 2 décembre, puis, la pacification faite, se consacre exclusivement et avec intelligence à l'administration de son département. Il fait ouvrir de nouveaux bassins au Havre, à Dieppe, à Honfleur, organise la bibliothèque et le musée de Rouen, et préside, en 1868, l'exposition régionale qui se tient dans cette ville.
En récompense de ses services, M. le baron Le Roy est nommé sénateur le 9 juin 1857, et promu grand officier de la Légion d'honneur en 1860.
Au 4 septembre 1870, il donne sa démission, et se retire au château de Fleurus où il meurt peu de temps après.
Ses trois filles s'unirent aux Grandin de L'Eprevier, receveur général, Faton de Favernay, ancien sous-préfet, et Lestapis, substitut à Orthez.

### Vie familiale
Fils aîné de Pierre Thomas Le Roy, baron de Boisaumarié et de Mélanie Belloc (9 janvier 1790 - paroisse Saint-Nicolas, Nantes ✝ 6 juillet 1877) (sœur du peintre Jean-Hilaire Belloc), Ernest épousa Marie-Eugénie Lagelouze (1822 ✝ 24 janvier 1899 - Château de Fleurus, Landes), dont il eut :
1. Mélanie (10 mai 1842 - Bayonne ✝ 6 octobre 1914 - Saint-Sever), mariée, le 15 juin 1863 (Rouen), avec Auguste Grandin de L'Eprevier (1834 ✝ 1889), trésorier-payeur général, dont un fils et une fille ;
2. Alexandrine (née le 12 août 1844 - Bayonne (Basses-Pyrénées)), mariée, le 7 janvier 1869 (Rouen), avec Henry Faton de Favernay (9 mars 1827 - Amiens ✝ 25 mai 1886 - Paris), sous-préfet, conseiller général et député des Landes (1885), dont un fils ;
3. Eugénie (28 mai 1848 - Mont-de-Marsan ✝ 18 mai 1921 - Artix), mariée (union sans postérité) le 4 juin 1872 (château de Fleurus, Landes), avec Henri de Lestapis (1843 ✝ 1928), magistrat, Conseiller général des Basses-Pyrénées (1903), président des Syndicats agricoles des Pyrénées et des Landes, membre fondateur de la Caisse d'Épargne, Chevalier de l'Ordre de Saint-Grégoire-le-Grand, fils de Paul-Jules-Sévère de Lestapis.

## Fonctions
- Sous-préfet de Villefranche-de-Lauragais (Haute-Garonne) ;
- sous-préfet de Saint-Sever (1836) ;
- sous-préfet de Bayonne (1842) ;
- préfet des Landes (1847-1848) ;
- préfet de la Seine-Inférieure (1848 - 4 septembre 1870) ;
- sénateur du Second Empire (9 juin 1857).

## Titres
- 2e baron de Boisaumarié.

## Distinctions
- Légion d'honneur :
  -  Grand officier de la Légion d'honneur (1860), promu commandeur en 1852.
- Ordre du Lion et du Soleil (1re classe, en 1868).

## Armoiries
« Armes de son père, chevalier de l'Empire : D'azur au chevron de gueules chargé du signe des chevaliers légionnaires, accompagné à dextre d'une tour d'or maçonnée de sable et à senestre d'une balance d'argent, en pointe d'un livre ouvert d'argent. »